# مالكوم ستيفنز
مالكوم ستيفنز (بالإنجليزية: Malcolm Stevens)‏ هو عالم بريطاني، ولد في 2 يونيو 1938.